# Karamea (fleuve)

Le fleuve Karamea  (anglais : Karamea River)est un cours d’eau de l’Île du Sud de la Nouvelle-Zélande.

## Géographie
Il est situé  dans la région de Tasman et de la West Coast. La rivière prend naissance dans le Parc national de Kahurangi dans la chaîne de ‘Matiri Range‘ au sein des Alpes du Sud. La rivière descend du flanc est du Mont Allen, sinuant vers l’ouest brièvement avant de tourner au nord. Après 25 kilomètresˌ, elle tourne à nouveau à l’ouest pour entrer dans une série de petits lacs, où l’eau se mélange avec celle de la rivière Roaring Lion River.
Delà, la rivière continue vers l’ouest à travers une vallée en paliers avant de quitter le parc national et atteindre sa plaine d’inondation à 10 kilomètres de la côte au niveau de la Mer de Tasman. La rivière passe à travers les petites villes de 'Umere' et Arapito avant d’atteindre la mer au niveau du centre ville de Karamea.